# Harry Todd

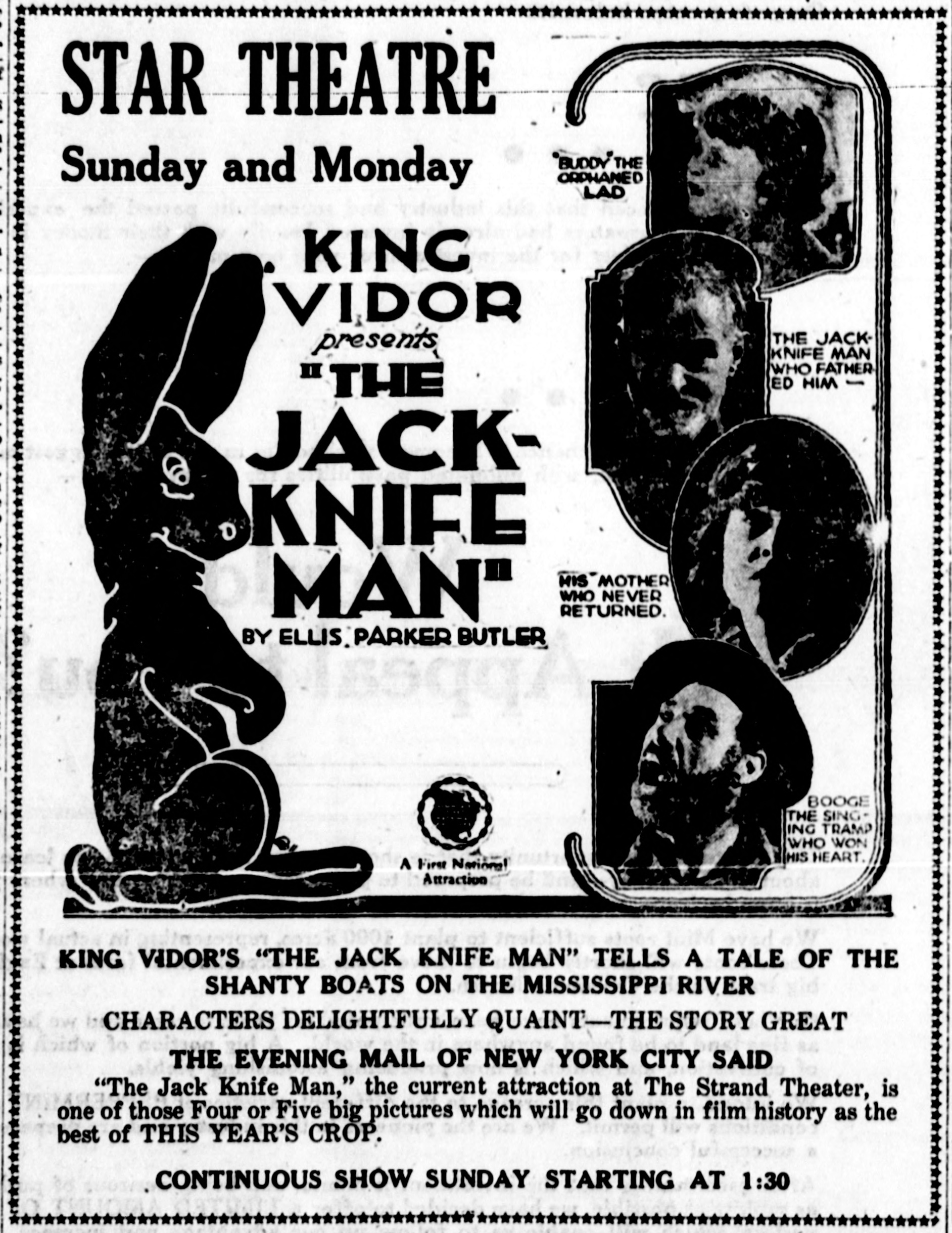
The Jack-Knife Man, un film muto americano del 1920 diretto da King Vidor; che vede Harry Todd nel ruolo di "Booge."

Harry Todd, nato John Nelson Todd (Allegheny, 13 dicembre 1863 – Glendale, 15 febbraio 1935), è stato un attore statunitense attivo soprattutto all'epoca del muto.

## Biografia
Harry Todd iniziò a recitare nel cinema nel 1909. Negli anni dieci, presso la Essanay, fu uno dei protagonisti di una lunga serie di western comici diretti da Broncho Billy Anderson dove - spesso nel ruolo Mustang Pete - Todd affiancava Augustus Carney e la moglie di questi, Margaret Joslin che finì poi per sposare. Insieme alla moglie, che dopo il nuovo matrimonio aveva assunto il nome di Mrs. Harry Todd, passò quindi a lavorare per Hal Roach, entrando a far parte del gruppo di attori che costituivano il cast della serie Lonesome Luke che aveva come star il giovane Harold Lloyd.
Todd, nella sua carriera durata fino a metà degli anni trenta, apparve in quasi quattrocento film, in gran parte cortometraggi in una o due bobine, la lunghezza standard delle pellicole dell'epoca. Lavorò fino all'ultimo in piccole parti anche di figurante o comparsa. Signora vagabonda, una commedia romantica prodotta da Hal Roach, fu la sua ultima apparizione sullo schermo in un ruolo non accreditato. Il film uscì nel maggio 1935, tre mesi dopo la sua morte all'età di 71 anni, avvenuta il 15 febbraio per infarto.

## Filmografia
- Tag Day, regia di Gilbert M. 'Broncho Billy' Anderson (1909)
- Mephisto and the Maiden, regia di Francis Boggs - cortometraggio (1909)
- Ben's Kid, regia di Francis Boggs - cortometraggio (1909)
- The Heart of a Race Tout, regia di Francis Boggs - cortometraggio (1909)
- The Bearded Bandit
- A Cowboy's Mother-in-Law, regia di Gilbert M. 'Broncho Billy' Anderson (1910)
- The Silent Message, regia di Gilbert M. 'Broncho Billy' Anderson (1910)
- A Westerner's Way, regia di Gilbert M. 'Broncho Billy' Anderson (1910)
- Hank and Lank: Lifesavers, regia di Gilbert M. 'Broncho Billy' Anderson (1910)
- The Little Prospector, regia di Gilbert M. 'Broncho Billy' Anderson (1910)
- Hank and Lank: As Sandwich Men, regia di Gilbert M. 'Broncho Billy' Anderson (1910)
- A Westerner's Way, regia di Gilbert M. 'Broncho Billy' Anderson (1910)
- Circle C Ranch's Wedding Present, regia di Gilbert M. 'Broncho Billy' Anderson (1910)
- A Cowboy's Vindication, regia di Gilbert M. 'Broncho Billy' Anderson (1910)
- The Tenderfoot Messenger, regia di Gilbert M. 'Broncho Billy' Anderson (1910)
- The Bad Man's Christmas Gift, regia di Gilbert M. 'Broncho Billy' Anderson (1910)
- The Count and the Cowboys, regia di Gilbert M. 'Broncho Billy' Anderson (1911)
- The Two Reformations, regia di Gilbert M. 'Broncho Billy' Anderson (1911)
- The Bad Man's Downfall, regia di Gilbert M. 'Broncho Billy' Anderson (1911)
- The Outlaw and the Child, regia di Gilbert M. 'Broncho Billy' Anderson (1911)
- On the Desert's Edge, regia di Gilbert M. 'Broncho Billy' Anderson (1911)
- The Faithful Indian, regia di Gilbert M. 'Broncho Billy' Anderson (1911)
- Across the Plains, regia di Gilbert M. 'Broncho Billy' Anderson e Thomas H. Ince (1911)
- The Sheriff's Chum, regia di Gilbert M. 'Broncho Billy' Anderson (1911)
- The Bad Man's First Prayer, regia di Gilbert M. 'Broncho Billy' Anderson (1911)
- The Indian Maiden's Lesson, regia di Gilbert M. 'Broncho Billy' Anderson (1911)
- The Bunco Game at Lizardhead, regia di Gilbert M. 'Broncho Billy' Anderson (1911)
- The Puncher's New Love, regia di Gilbert M. 'Broncho Billy' Anderson (1911)
- Alkali Ike's Auto, regia di Gilbert M. 'Broncho Billy' Anderson (1911)
- The Lucky Card, regia di Gilbert M. 'Broncho Billy' Anderson (1911)
- The Infant at Snakeville, regia di Gilbert M. 'Broncho Billy' Anderson (1911)
- Forgiven in Death, regia di Gilbert M. 'Broncho Billy' Anderson (1911)
- The Hidden Mine, regia di Gilbert M. 'Broncho Billy' Anderson (1911)
- The Corporation and the Ranch Girl, regia di Gilbert M. 'Broncho Billy' Anderson (1911)
- Mustang Pete's Love Affair, regia di E. Mason Hopper (1911)
- A Pal's Oath, regia di Gilbert M. 'Broncho Billy' Anderson (1911)
- A Western Girl's Sacrifice, regia di Gilbert M. 'Broncho Billy' Anderson (1911)
- Town Hall, Tonight, regia di Gilbert M. 'Broncho Billy' Anderson (1911)
- A Western Redemption, regia di Gilbert M. 'Broncho Billy' Anderson (1911)
- Outwitting Papa, regia di Gilbert M. 'Broncho Billy' Anderson (1911)
- Hubby's Scheme, regia di Gilbert M. 'Broncho Billy' Anderson (1911)
- Broncho Billy's Christmas Dinner, regia di Gilbert M. 'Broncho Billy' Anderson (1911)
- Broncho Billy's Adventure, regia di Gilbert M. 'Broncho Billy' Anderson (1911)
- A Child of the West, regia di Gilbert M. 'Broncho Billy' Anderson (1912)
- The Tenderfoot Foreman, regia di Gilbert M. 'Broncho Billy' Anderson (1912)
- The Loafer, regia di Arthur Mackley (1912)
- Widow Jenkins' Admirers, regia di Gilbert M. 'Broncho Billy' Anderson (1912)
- The Oath of His Office, regia di Gilbert M. 'Broncho Billy' Anderson (1912)
- Broncho Billy and the Schoolmistress, regia di Gilbert M. 'Broncho Billy' Anderson (1912)
- Alkali Ike's Love Affair, regia di Gilbert M. 'Broncho Billy' Anderson (1912)
- The Prospector's Legacy, regia di Gilbert M. 'Broncho Billy' Anderson (1912)
- A Western Kimona, regia di Gilbert M. 'Broncho Billy' Anderson e da E. Mason Hopper (1912)
- The Bandit's Child, regia di Gilbert M. 'Broncho Billy' Anderson (1912)
- Alkali Ike Bests Broncho Billy, regia di Gilbert M. 'Broncho Billy' Anderson (1912)
- Alkali Ike's Boarding House, regia di Gilbert M. 'Broncho Billy' Anderson (1912)
- Broncho Billy and the Bandits, regia di Gilbert M. 'Broncho Billy' Anderson (1912)
- Alkali Ike's Bride, regia di Gilbert M. 'Broncho Billy' Anderson (1912)
- The Sheriff and His Man, regia di Gilbert M. 'Broncho Billy' Anderson (1912)
- A Western Legacy, regia di Gilbert M. 'Broncho Billy' Anderson (1912)
- Broncho Billy's Bible, regia di Gilbert M. 'Broncho Billy' Anderson (1912)
- On El Monte Ranch, regia di Gilbert M. 'Broncho Billy' Anderson (1912)
- Western Hearts, regia di Gilbert M. 'Broncho Billy' Anderson (1912)
- Broncho Billy's Narrow Escape, regia di Gilbert M. 'Broncho Billy' Anderson (1912)
- A Story of Montana, regia di Gilbert M. 'Broncho Billy' Anderson (1912)
- The Smuggler's Daughter, regia di Gilbert M. 'Broncho Billy' Anderson (1912)
- The Loafer's Mother, regia di Arthur Mackley (1912)
- The Little Sheriff, regia di Gilbert M. 'Broncho Billy' Anderson (1912)
- Broncho Billy's Last Hold-Up, regia di Gilbert M. 'Broncho Billy' Anderson (1912)
- On the Moonlight Trail, regia di Arthur Mackley (1912)
- Alkali Ike Plays the Devil, regia di Gilbert M. 'Broncho Billy' Anderson (1912)
- A Woman of Arizona, regia di Arthur Mackley (1912)
- Alkali Ike's Pants, regia di Gilbert M. 'Broncho Billy' Anderson (1912)
- An Indian Sunbeam, regia di Gilbert M. 'Broncho Billy' Anderson (1912)
- Alkali Ike Stung!, regia di Gilbert M. 'Broncho Billy' Anderson (1912)
- The Shotgun Ranchman, regia di Arthur Mackley (1912)
- The Outlaw's Sacrifice, regia di Arthur Mackley (1912)
- The Tomboy on Bar Z, regia di Gilbert M. 'Broncho Billy' Anderson (1912)
- The Ranch Girl's Trial, regia di Gilbert M. 'Broncho Billy' Anderson (1912)
- The Ranchman's Anniversary, regia di Arthur Mackley (1912)
- An Indian's Friendship, regia di Gilbert M. 'Broncho Billy' Anderson (1912)
- The Dance at Silver Gulch, regia di Arthur Mackley (1912)
- The Boss of the Katy Mine, regia di Arthur Mackley (1912)
- Broncho Billy's Mexican Wife, regia di Gilbert M. 'Broncho Billy' Anderson (1912)
- Alkali Ike's Motorcycle, regia di Gilbert M. 'Broncho Billy' Anderson (1912)
- Broncho Billy's Promise, regia di Gilbert M. 'Broncho Billy' Anderson (1912)
- The Making of Broncho Billy, regia di Gilbert M. 'Broncho Billy' Anderson (1913)
- Broncho Billy's Last Deed, regia di Gilbert M. 'Broncho Billy' Anderson (1913)
- It Can't Be True!, regia di Craig Hutchinson (1916)
- L'uomo dal coltello a serramanico (The Jack Knife Man), regia di King Vidor (1920)
- Tre salti in avanti (Three Jumps Ahead), regia di John Ford (1923)
- Barefoot Boy, regia di David Kirkland (1923)
- Lorraine of the Lions, regia di Edward Sedgwick (1925)
- Signora vagabonda (Vagabond Lady), regia di Sam Taylor (1935)